# ヴワディスワフ・コンスタンティ・ヴァザ

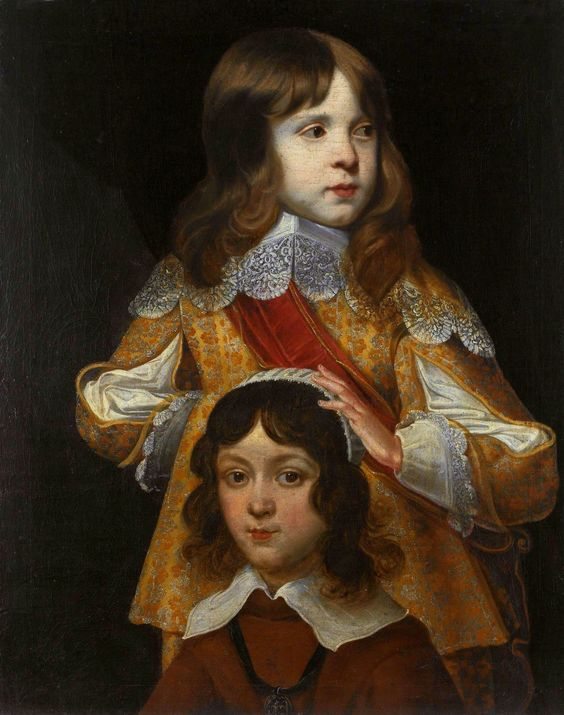
ヴワディスワフ・コンスタンティ（下）と5歳ほど年少の異母弟ジグムント・カジミェシュ王子、ピーテル・ダンケルツ・デ・レイ画、1647年頃、プラハ国立美術館蔵。兄がしゃがんだか、弟が台の上に載った状態で描かれている

ヴワディスワフ・コンスタンティ・ヴァザ（Władysław Konstanty Waza, 1635年頃 ワルシャワ - 1698年3月19日 ローマ）は、選挙王制期のポーランド・リトアニアの王・大公ヴワディスワフ4世の非嫡出子。ヴァーゼナウ伯爵（Graf/hrabia Wasenau）と称した。
ヴワディスワフ4世が独身時代にルヴフの商人の娘ヤドヴィガ・ウシュコフスカの間にもうけた非嫡出男子である。父王は最初の正妃ツェツィーリア・レナータとの間に嫡出男子ジグムント・カジミェシュをもうけたが、王家の跡取りと目された王子は1647年夭折した。翌1648年に父王も死に、身寄りを失い欧州諸国を転々とした。やがてローマで暮らしていた又従姉のスウェーデン元女王クリスティーナの庇護下に入り、女王の衛兵隊長となったほか、教皇アレクサンデル8世及びインノケンティウス12世の教皇侍従の肩書も与えられた 。
1689年に死去したクリスティーナ女王からの財産分与の受け取りを固辞し、貧窮の晩年を過ごした。1698年に63歳頃で死去したが、ヴワディスワフはヴァーサ家最後の男系男子であると同時に、ポーランド王ジグムント1世と王妃ボナ・スフォルツァに始まるポーランド王統の最後の世代の代表者だった。ジョヴァンニ・フランチェスコ・アルバーニ枢機卿（後の教皇クレメンス11世）によって、ローマ市内サンティッシメ・スティマエ・ディ・サン・フランチェスコ（聖フランチェスコ聖痕）教会聖具室扉付近の壁に、ヴワディスワフの墓碑銘が設置された。

## 引用・脚注
1. 1 2  Lindqwist 2018.
2. ↑  Kost 2017.
3. 1 2 3  Wdowiszewski 2005, p. 238.